# Guangdong Dolphins
Maillots
Le Guangdong Dolphins est un club féminin chinois de basket-ball  évoluant dans la ville de Canton (Guangdong) et participant au Championnat de Chine de basket-ball féminin.

## Historique
Classement :
- 2005 : 6e
- 2006 : 10e
- 2008 : 7e
- 2009 : 6e
- 2010 : 5e
- 2011 : 2e
- 2012 : 6e
- 2013 : 8e

## Palmarès
- 2011 : Second de la saison régulière et finaliste

## Effectif 2012-2013
Dans ce nom chinois, le nom de famille précède le nom personnel.
| Numéro | Nom              | Née le          | Taille | Nationalité | Poste         |
| 4      | Zhu Lin          | 1988            | 1,80 m | Chine       | Ailière       |
| 5      | Guan Xin         | 24 janvier 1987 | 1,96 m | Chine       | Pivot         |
| 6      | Wei Wei          | 6 octobre 1989  | 2,06 m | Chine       | Pivot         |
| 7      | Huang Houngpin   | 1989            | 1,96 m | Chine       | Pivot         |
| 8      | Sun Yajing       | 1989            | 1,83 m | Chine       | Ailière       |
| 9      | Yang Xi          | 1994            | 1,84 m | Chine       | Arrière       |
| 10     | Zhang Dongxue    | 1990            | 1,83 m | Chine       | Ailière       |
| 14     | Qiu YinFun       | 1987            | 1,76 m | Chine       | Arrière       |
| 15     | Qiu Siyue        | 1991            | 1,77 m | Chine       | Meneuse       |
| 16     | Kang LiPing      | 1994            | 1,83 m | Chine       | Ailière forte |
| 24     | Wang XinRan      | 1991            | 1,85 m | Chine       | Ailière forte |
| 42     | Tamika Catchings | 21 juillet 1979 | 1,82 m | États-Unis  | Ailière       |

Entraîneur : Bo Overton

## Joueuses célèbres ou marquantes
- Swin Cash (2011-2012)